# قناة طلوع
قناة طلوع هي قناة تلفزيونية أفغانية أسست سنة 2004 م، تبث القناة برامجها باللغة الفارسية المعروفة محليا بالدرية.
تعود القناة لرجل الأعمال سعد محسني الأفغاني المتجنس بالجنسية الأسترالية وأشقائه. أسس المحسني القناة بعد أن حصل على دعم مادي من الحكومة الأمريكية ومن صديقه روبرت مردوخ. وتعتبر جزء من باقة تضم قناة «طلوع نيوز» الإخبارية إضافة إلى قناة «لمر» التي تبث باللغة البشتونية.
من أشهر برامج قناة طلوع برنامج «ستاره أفغان»، أو نجم أفغانستان في الموسيقى، وهي على نمط برنامج بوب آيدول وغيرها من برامج البحث عن المغنيين الجدد.